# Phaethornis subochraceus
Phaethornis subochraceus là một loài chim trong họ Trochilidae.